# Explosibilité
 (décembre 2023).
Si vous disposez d'ouvrages ou d'articles de référence ou si vous connaissez des sites web de qualité traitant du thème abordé ici, merci de compléter l'article en donnant les références utiles à sa vérifiabilité et en les liant à la section « Notes et références ».
L'explosibilité est la caractéristique d'une atmosphère qui contient un gaz inflammable.

## Différence entre explosibilité et explosivité
On dit d’une atmosphère qu’elle est explosible, lorsqu’il y a présence d’un gaz ou d'une poudre en suspension inflammable. 
Ce mélange n’est pas forcément explosif. En effet, une atmosphère est explosible lorsque la composition du mélange air/combustible est en dehors des bornes définies par les limites inférieures et supérieure d'explosivité.
On dit d’une atmosphère qu’elle est explosive, lorsque la concentration air/combustible est en proportion convenable, et se situe entre les limites inférieure et supérieure d’explosivité.